# Luis Carlos Abregú
Luis Carlos Abregú (15 de diciembre de 1982) fue un boxeador argentino profesional que compitió en la división de peso wélter

## Historia
Nació en Tucumán, tuvo su debut profesional en 2005 ganando por nocaut. El Potro se radicó en la provincia vecina de Salta, donde lleva a cabo su vida y carrera. Actualmente es el campeón Plata del Consejo Mundial de Boxeo y lleva consigo 4 título más.
Su primera pelea importante fue en julio de 2010 cuando se enfrentó al poderoso norteamericano ex Campeón Mundial Superligero y Wélter, Timothy Bradley cayendo por puntos en decisión unánime debido a una lesión que acusó el salteño en su muñeca izquierda, luego operada. 
Dos años más tarde pudo recuperarse ganando por nocaut al ascendente boricua Thomas Dulorme lo que lo volvió a colocar entre los mejores de la categoría de Peso Wélter.
Su noche más importante se produjo el 27 de abril de 2013 cuando venció al canadiense Decarie en el Estadio de Vélez para consagrarse Campeón Mundial Plata del WBC. 

En 2014 se lo vinculó en un posible duelo por el título del Mundo WBO frente al múltiple Campeón Manny Pacquiao, pero posteriormente quedó en la nada.
El 26 de noviembre de 2016 anunció su retiro del boxeo

## Récord profesional
| 36 Ganadas (29 por knockout, 7 por decisión), 2 Derrotas (1 por knockout, 1 por decisión) |        |                              |                        |                |            |                                                                  |                                                                    |
| Res.                                                                                      | Record | Oponente                     | Tipo                   | Asalto, Tiempo | Datos      | Localidad                                                        | Notas                                                              |
| D                                                                                         | 36-2   | Sadam Ali                    | TKO                    | 9 (10), 1:54   | 08-11-2014 | Boardwalk Hall, Atlantic City, Nueva Jersey                      | Por el título OMB Intercontinental en la categoría wélter.         |
| V                                                                                         | 36-1   | Jean Carlos Prada            | TKO                    | 8 (10), 1:08   | 04-04-2014 | Estadio Delmi, Ciudad de Salta, Salta                            |                                                                    |
| V                                                                                         | 35-1   | Antonin Décarie              | Decisión (unánime)     | 10             | 27-04-2013 | Estadio José Amalfitani, Buenos Aires, Distrito Federal          | Ganó el título vacante CMB Silver en la categoría wélter           |
| V                                                                                         | 34-1   | Thomas Dulorme               | TKO                    | 7 (10), 2:35   | 27-10-2012 | Turning Stone Resort & Casino, Verona, Nueva York                | Ganó el título vacante CMB Internacional en la categoría wélter.   |
| V                                                                                         | 33-1   | Marco Antonio Avendano       | KO                     | 3 (12)         | 07-09-2012 | Estadio Delmi, Ciudad de Salta, Salta                            | Retuvo el título CMB Sudamericano en la categoría wélter.          |
| V                                                                                         | 32-1   | Pedro Verdu                  | KO                     | 5 (12), 1:35   | 08-06-2012 | Estadio Delmi, Ciudad de Salta, Salta                            | Ganó el título vacante CMB Sudamericano en la categoría wélter.    |
| V                                                                                         | 31-1   | Javier Alberto Mamani        | KO                     | 2 (10)         | 04-11-2011 | Estadio Delmi, Ciudad de Salta, Salta                            |                                                                    |
| V                                                                                         | 30-1   | Walter Damián Díaz           | TKO                    | 2 (8)          | 12-08-2011 | Estadio Delmi, Ciudad de Salta, Salta                            |                                                                    |
| D                                                                                         | 29-1   | Timothy Bradley, Jr.         | Decisión (unánime)     | 12             | 17-07-2010 | Agua Caliente Casino and Hotel, Rancho Mirage, California        |                                                                    |
| V                                                                                         | 29-0   | Richard Gutiérrez            | Decisión (unánime)     | 10             | 06-02-2010 | Monterrey Arena, Monterrey, Nuevo León                           | Ganó el título vacante CMB Centroamericano en la categoría wélter. |
| V                                                                                         | 28-0   | Diego Diaz Gallardo          | KO                     | 4 (11)         | 04-09-2009 | Estadio Delmi, Ciudad de Salta, Salta                            |                                                                    |
| V                                                                                         | 27-0   | Irving García                | KO                     | 4 (10), 2:59   | 01-05-2009 | Chumash Casino, Santa Ynez, California                           |                                                                    |
| V                                                                                         | 26-0   | Americo Rodolfo Sagania      | Decisión (unánime)     | 10             | 20-03-2009 | Estadio Delmi, Ciudad de Salta, Salta                            |                                                                    |
| V                                                                                         | 25-0   | David Estrada                | Decisión (dividida)    | 10             | 05-12-2008 | Chumash Resort and Casino, Santa Ynez, California                |                                                                    |
| V                                                                                         | 24-0   | Roberto Valenzuela           | TKO                    | 6 (10), 0:51   | 04-10-2008 | Pechanga Resort and Casino, Temecula, California                 |                                                                    |
| V                                                                                         | 23-0   | Thomas Davis                 | TKO                    | 2 (10), 0:58   | 30-07-2008 | Sycuan Resort & Casino, El Cajon, California                     |                                                                    |
| V                                                                                         | 22-0   | Roberto Hernan Reuque        | KO                     | 3 (12), 0:35   | 04-07-2008 | Estadio Delmi, Ciudad de Salta, Salta                            | Retuvo el título CMB Sudamericano en la categoría wélter.          |
| V                                                                                         | 21-0   | Raúl Eduardo Bejarano        | TKO                    | 7 (12)         | 29-02-2008 | Estadio Delmi, Ciudad de Salta, Salta                            | Ganó el título CMB Sudamericano en la categoría wélter.            |
| V                                                                                         | 20-0   | Cristian Solano              | TKO                    | 3 (8), 1:18    | 20-10-2007 | Sycuan Resort & Casino, El Cajon, California                     |                                                                    |
| V                                                                                         | 19-0   | Julio González               | TKO                    | 3 (6)          | 10-08-2007 | Estadio Delmi, Ciudad de Salta, Salta                            |                                                                    |
| V                                                                                         | 18-0   | Amilcar Edgardo Funes Melian | KO                     | 9 (10), 1:23   | 08-06-2007 | Estadio Delmi, Ciudad de Salta, Salta                            |                                                                    |
| V                                                                                         | 17-0   | Luis Gustavo Sosa            | TKO                    | 2 (6), 0:01    | 10-03-2007 | Club Atlético Echagüe, Paraná, Entre Ríos                        |                                                                    |
| V                                                                                         | 16-0   | Sergio Gaston Finetto        | TKO                    | 5 (8), 1:56    | 28-10-2006 | Club Sportivo America, Provincia de Santa Fe, Santa Fe           |                                                                    |
| V                                                                                         | 15-0   | Rodrigo Pias                 | TKO                    | 6 (10), 0:01   | 09-09-2006 | Club Social y Deportivo Yupanqui, Buenos Aires, Distrito Federal |                                                                    |
| V                                                                                         | 14-0   | Cristian Sebastián Paz       | TKO                    | 1 (6), 2:11    | 12-08-2006 | Ce. De. M. No. 2, Caseros, Buenos Aires                          |                                                                    |
| V                                                                                         | 13-0   | Jorge Dario David Gómez      | TKO                    | 4 (8)          | 22-06-2006 | Ciudad de Salta, Salta                                           |                                                                    |
| V                                                                                         | 12-0   | Raul Armando López           | KO                     | 2 (6)          | 05-05-2006 | Ciudad de Salta, Salta                                           |                                                                    |
| V                                                                                         | 11-0   | Sergio Javier Benítez        | TKO                    | 4 (6), 2:23    | 22-04-2006 | Estadio Luna Park, Buenos Aires, Distrito Federal                |                                                                    |
| V                                                                                         | 10-0   | Dario Aníbal Pérez           | KO                     | 3 (4), 1:32    | 25-02-2006 | Estadio F. A. B., Buenos Aires, Distrito Federal                 |                                                                    |
| V                                                                                         | 9-0    | Daniel Alberto Montenegro    | TKO                    | 2 (6), 1:14    | 10-12-2005 | Estadio F. A. B., Buenos Aires, Distrito Federal                 |                                                                    |
| V                                                                                         | 8-0    | Ivan Marcelo Taberna         | TKO                    | 2 (6), 1:19    | 26-11-2005 | Estadio F. A. B., Buenos Aires, Distrito Federal                 |                                                                    |
| V                                                                                         | 7-0    | Walter Sergio Gómez          | Decisión (unánime)     | 6              | 10-09-2005 | Estadio Delmi, Ciudad de Salta, Salta                            |                                                                    |
| V                                                                                         | 6-0    | Nestor Fabian Sánchez        | Descalificazión        | 6              | 05-08-2005 | Joaquín V. González, Salta                                       |                                                                    |
| V                                                                                         | 5-0    | Jorge Fabian Ramírez         | KO                     | 1 (4)          | 02-07-2005 | Club Prado Español, Laboulaye, Córdoba                           |                                                                    |
| V                                                                                         | 4-0    | Bernardino González          | KO                     | 1 (8), 1:00    | 10-06-2005 | Estadio Delmi, Ciudad de Salta, Salta                            |                                                                    |
| V                                                                                         | 3-0    | Fernando Ezequiel Pereyra    | Decisión (mayoritaria) | 4              | 16-04-2005 | Estadio Delmi, Ciudad de Salta, Salta                            |                                                                    |
| V                                                                                         | 2-0    | Sergio Reicardo De Oliveira  | KO                     | 1 (4), 0:25    | 01-04-2005 | Ex Salta Club, Ciudad de Salta, Salta                            |                                                                    |
| V                                                                                         | 1-0    | Alberto Evaristo Torres      | TKO                    | 3 (4)          | 04-03-2005 | Ciudad de Salta, Salta                                           | Debut profesional.                                                 |